# Lleialtat Santsenca
La Lleialtat Santsenca va ser una de les primeres cooperatives creades a l'actual barri de Sants de Barcelona. La seva fundació data del 22 d'octubre de 1891, sota la figura de cooperativa de consum: un conjunt de treballadors i treballadores es van unir per tal d'aconseguir aliments a un preu més econòmic, en benefici de tots els socis de la cooperativa. Amb el temps, la cooperativa aniria canviant d'ubicació fins a tenir prou recursos com per encarregar la construcció d'un edifici propi que passaria a ser conegut al barri com La Lleialtat Santsenca, ubicat al carrer Olzinelles número 31.

## La cooperativa
La Lleialtat Santsenca va ser una de les cooperatives pioneres del barri de Sants. Arrencà la seva existència a les darreries del segle xix amb el model individual habitual d'aquells temps, i anà reformulant els seus plantejaments sobretot a partir de 1915, quan introduí mesures col·lectives.
La seva creació obeí a la necessitat dels obrers del barri a fer front als abusos i fraus dels establiments comercials:
| « | Con el fin de sustraerse de los abusos que cometían algunos establecimientos de comestibles del expueblo de Sans, se reunieron algunos obreros y acordaron fundar una cooperativa, al objeto de comprar los productos que ellos consumían y repartírselos conforme los fueran necesitando, procurando que fueran de excelente calidad y exacto peso | » |

## L'edifici
L'edifici de La Lleialtat Santsenca data de l'any 1928 i va ser dissenyat per l'arquitecte Josep Alemany i Juvé, el mateix arquitecte que va dissenyar la façana del Molino, a l'Avinguda del Paral·lel de Barcelona. Arribat el franquisme l'edifici va ser expropiat i la cooperativa va reobrir l'any 1941 sota la supervisió de la Falange. Dos anys més tard va ser absorbida per una altra cooperativa, la Flor de Maig i, finalment, va dissoldre's als anys 1950.
Posteriorment s'hi va instal·lar una fàbrica de torrons i, encara més tard, una sala de festes al primer pis, el Bahia (nom amb el qual encara coneix l'edifici un gran nombre de veïns del barri). L'any 1988 l'Ajuntament de Barcelona clausurà el local que, l'any 2006, va ser ocupat temporalment.
Després d'un temps d'abandó, el mes de desembre del 2009 col·lectius diversos i heterogenis van impulsar un procés amb l'objectiu de recuperar per al barri l'edifici històric de la Cooperativa Obrera La Lleialtat Santsenca. Seixanta entitats del teixit associatiu i veïnal de Sants van participar en l'elaboració d'un projecte per a l'edifici i l'any 2011 es va signar un manifest per tal que La Lleialtat fos un equipament pel barri. És un edifici catalogat per l'Ajuntament de Barcelona amb nivell de protecció C i se'n destaquen determinats elements constructius. Tot i això, durant el mes de maig de 2011 es va enderrocar el balcó de l'edifici.
Aquell mateix any el Districte va aprovar per unanimitat la compra de la Lleialtat Santsenca per reconvertir-la en equipament. Les obres de remodelació de l'edifici van començar el juliol del 2014 amb la previsió que l'equipament estigués acabat l'abril del 2016, però l'abandó de les empreses adjudicatàries va endarrerir la finalització de l'equipament. Les obres es van reprendre el novembre de 2015 i es van donar per finalitzades el juny de 2017.
Durant la Festa Major de Sants, del 19 al 27 d'agost l'edifici va obrir les portes per tal que els veïns i veïnes del barri el visitessin.
Actualment a la Lleialtat s'hi realitzen diferentes activitats pel veïnat, tals com formacions.